# テュレンヌ (コレーズ県)
テュレンヌ （Turenne、オック語:Torèna）は、フランス、ヌーヴェル＝アキテーヌ地域圏、コレーズ県のコミューン。

## 地理
村はジュラ紀に生じた丘の上に腰掛けるようにしている。コレーズ県の南部にあり、ロット県から3キロメートルしか離れておらず、西のペリゴール地方とはわずかの距離である。
小山は広大な窪地に囲まれており、東側は中央高地の一部であるメサックの断層が境となっている。太古の昔、この地は海の底であった。この時代を示す証拠はわずかであるが、村のふもとと城のふもとにイタヤガイ科のコキーユ・ド・サン・ジャック（fr）の化石が見つかっている。
トゥルマントル谷を見下ろす丘は、リモージュ、ブリーヴ＝ラ＝ガイヤルド、カオール、トゥールーズへと向かう古い道路を管理下に置いていた。

## 歴史

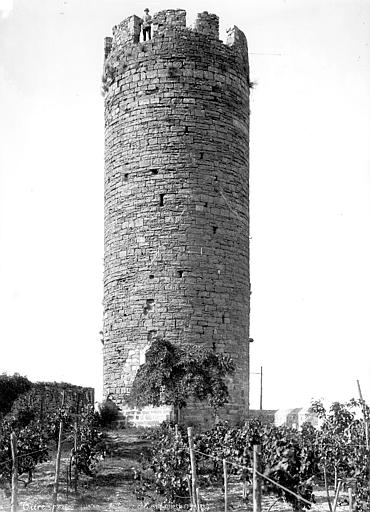
19世紀に撮影されたセザールの塔

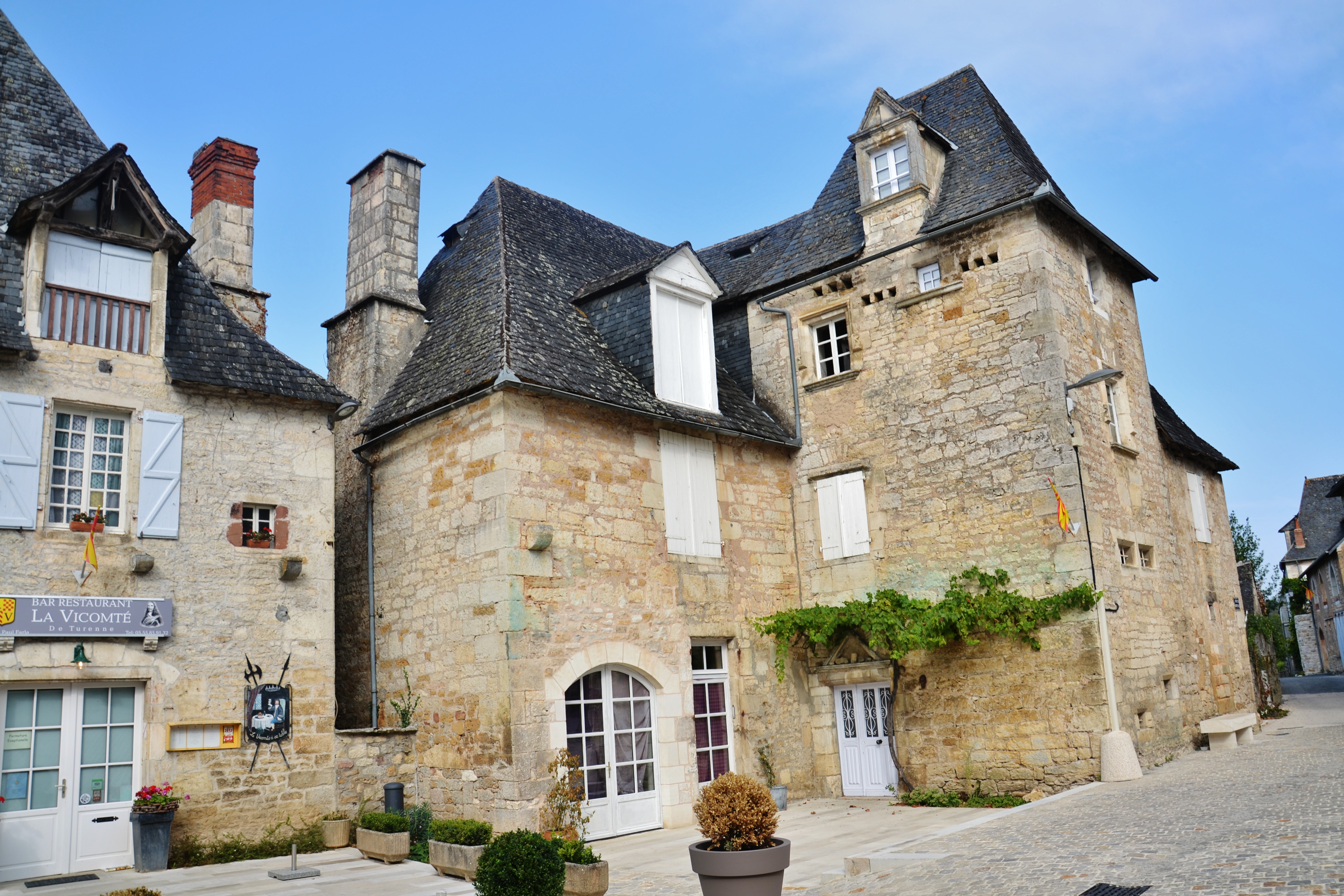
町並み

9世紀、最初のテュレンヌ領主が現れる。十字軍をきっかけに真の封建的な「国」となるが、その後14世紀にフランス有数の砦城となる。テュレンヌ子爵は中世から18世紀まで、完全な自治を謳歌した。1738年まで、代々の子爵たちは国王に対して単純な臣従を求められ、真の支配者として税を免除されていた。彼らは三部会を開き、税を徴収し、通貨を打ち出し、貴族の称号を与えた。子爵領は国家の中の国家であった。王が国内でのタバコ栽培を禁止すると（1560年にアキテーヌに栽培が導入されていた）、対照的に子爵領では禁止令が適用されなかった。
テュレンヌ子爵の領土は、3つの地方と3つの司教区を占めていた。ペリゴール・ノワール地方に隣接し、初期から低リムーザンとケルシーから構成されていた。特に、リムーザンの高原とケルシーの高原との間のウシの移牧が管理されていた。15世紀にその領地は最大となり、北から東はメマックからラプロー周辺まで広がり、西はテラソン（現ドルドーニュ県）、南はグラマ（現ロット県）まで達していた。
この時代の子爵領の要塞化された有力都市は、アルジャンタ、セルヴィエール、ボーリュー、ギャニャック、マルテル、サン・セレ、そしてテュレンヌであった。ブルテヌーやピュイブランのバスティッド（fr）、カランナック、ヴァイラック、キュルモント、メサック、そしてコロンジュの町も城壁で取り囲まれていた。
子爵領には18500世帯の約10万人の住民がおり、111の教区、1200の村、多くの大修道院に分かれていた。
テュレンヌ子爵を継承したのは4つの家系だった。9世紀から13世紀まで支配したのは、ヴェゼール川谷出身のコンボルン家である。彼らは積極的に十字軍や仏英戦争に関わり、フランス王から多大な特権を獲得した。しかしその後、14世紀初め、ピレネーの封建大領主であるコマンジュ伯家が子爵領を継承した。94年間、ローマ教皇クレメンス6世の甥孫でグレゴリウス11世の甥にあたる、ロジェ・ド・ボーフォールの家系が子爵となった。この家系から2人の子爵が輩出された。ギヨーム3世・ロジェ・ド・ボーフォール（fr）、レーモン・ド・テュレンヌ（fr）である。そして、自らが子爵となった女性継承者、アントワネット・ド・テュレンヌ、エレオノール・ド・ボージューがいた。
1444年から1738年まで、子爵領の支配者はラ・トゥール・ドーヴェルニュ家であった。アンリ・ド・ナヴァール（のちのアンリ4世）と同じ新教徒で仲間であったアンリ・ド・ラ・トゥール・ドーヴェルニュ（fr）はブイヨン公およびスダン公となり、彼の時代に最盛期を迎えた。アンリの次男で同名のアンリはフランス元帥となり、『大テュレンヌ』（grand Turenne）と呼ばれた。
ラ・トゥール・ドーヴェルニュ家のもとで、子爵領は宗教改革を経験した。ドルドーニュの船乗りたちによってカルヴァン主義が地域に拡散していった。サン・バルテルミの大虐殺の後の1575年、アンリ・ド・ラ・トゥール・ドーヴェルニュはアンリ・ド・ナヴァールのもとに馳せ参じた。テュレンヌは、ユグノー戦争とフロンドの乱の舞台となった。
1738年5月8日、テュレンヌをルイ15世が買い上げた。ラ・トゥール・ドーヴェルニュ家最後の子爵、シャルル＝ゴドフロワ（fr）が賭け事の負債を支払うために売ったのである。このようにして、フランス最後の半独立の砦は終焉を迎えた。子爵領の領民はルイ15世の徴税の対象となり、王は砦城の解体を命じた。
フランス革命時代、もはやテュレンヌに王家の憲兵隊は置かれなくなった。また、国民公会のデクレによってコミューンはモン＝フラン（Mont-Franc）と改名させられていた。
小さな村、ジュジャル＝ナザレートにはセザール塔がある。ノートルダム・ド・ナザレート礼拝堂は13世紀のベルギーの本で言及されており、サンティアゴ・デ・コンポステーラの巡礼路上の停留地として推奨されている。ナザレートはテュレンヌに長く属していたが、19世紀にジュジャルと合併した。

## 人口統計
| 1962年 | 1968年 | 1975年 | 1982年 | 1990年 | 1999年 | 2006年 | 2011年 |
| ------ | ------ | ------ | ------ | ------ | ------ | ------ | ------ |
| 743    | 705    | 699    | 718    | 740    | 742    | 795    | 781    |

参照元:1999年までEHESS、2004年以降INSEE